# Extracurricular
Extracurricular é uma série de televisão sul-coreana dirigida por Kim Jin-min e estrelada por Kim Dong-hee, Jung Da-bin, Park Ju-hyun, Nam Yoon-soo, Choi Min-soo, Park Hyuk-kwon e Kim Yeo-jin. Estreou na Netflix em 29 de abril de 2020.

## Enredo
Jisoo é um estudante introvertido que está por trás de um esquema criminoso fora da escola, a fim de poder sustentar suas despesas escolares. Uma de suas colegas começa a interferir no trabalho, o que gera consequências irreversíveis.

## Elenco

### Principal
- Kim Dong-hee como Oh Ji-soo
- Jung Da-bin como Seo Min-hee
- Park Joo-hyun como Bae Gyu-ri
- Nam Yoon-soo como Kwak Ki-tae
- Choi Min-soo como Lee Whang-chul
- Park Hyuk-kwon como Cho Jin-woo
- Kim Yeo-jin como Lee Hae-gyoung